# Gannibal
Gannibal (jap. ガンニバル Gannibaru) – manga autorstwa Masaakiego Ninomiyi, publikowana na łamach magazynu „Shūkan Manga Goraku” wydawnictwa Nihon Bungeisha od października 2018 do listopada 2021. W Polsce prawa do jej dystrybucji wykupiło wydawnictwo Studio JG.
Na podstawie mangi powstała TV drama, która emitowana jest w serwisie Disney+ od grudnia 2022.

## Manga
Manga ukazywała się od 5 października 2018 do 26 listopada 2021 w magazynie „Shūkan Manga Goraku”. Wydawnictwo Nihon Bungeisha zebrało jej rozdziały w 13 tankōbonach, wydawanych między 18 lutego 2019 a 28 lutego 2022.
21 lipca 2023 wydawnictwo Studio JG zapowiedziało wydanie mangi w Polsce, premiera zaś odbyła się 3 listopada tego samego roku.
| Nr | Język japoński      | Język japoński         | Język polski     | Język polski           |
| Nr | Data wydania        | ISBN                   | Data wydania     | ISBN                   |
| -- | ------------------- | ---------------------- | ---------------- | ---------------------- |
| 1  | 18 lutego 2019      | ISBN 978-4-537-13881-8 | 3 listopada 2023 | ISBN 978-83-8257-282-7 |
| 2  | 20 maja 2019        | ISBN 978-4-537-13924-2 | 15 lutego 2024   | ISBN 978-83-8257-373-2 |
| 3  | 19 sierpnia 2019    | ISBN 978-4-537-13969-3 | 22 kwietnia 2024 | ISBN 978-83-8257-405-0 |
| 4  | 18 listopada 2019   | ISBN 978-4-537-14174-0 | 28 czerwca 2024  | ISBN 978-83-8257-463-0 |
| 5  | 29 stycznia 2020    | ISBN 978-4-537-14195-5 | 29 sierpnia 2024 | ISBN 978-83-8257-509-5 |
| 6  | 20 kwietnia 2020    | ISBN 978-4-537-14233-4 | 7 listopada 2024 | ISBN 978-83-8257-560-6 |
| 7  | 9 lipca 2020        | ISBN 978-4-537-14260-0 | 20 grudnia 2024  | ISBN 978-83-8257-632-0 |
| 8  | 9 października 2020 | ISBN 978-4-537-14292-1 | 17 lutego 2025   | ISBN 978-83-8257-656-6 |
| 9  | 9 stycznia 2021     | ISBN 978-4-537-14327-0 | —                |                        |
| 10 | 8 kwietnia 2021     | ISBN 978-4-537-14362-1 | —                |                        |
| 11 | 16 lipca 2021       | ISBN 978-4-537-14388-1 | —                |                        |
| 12 | 18 listopada 2021   | ISBN 978-4-537-14434-5 | —                |                        |
| 13 | 28 lutego 2022      | ISBN 978-4-537-14465-9 | —                |                        |

## TV drama
14 października 2021 ogłoszono, że manga zostanie zaadaptowana na dramat telewizyjny wyreżyserowany przez Shinzo Katayamę na podstawie scenariusza Takayoshiego Oe. Premiera odbyła się 28 grudnia 2022 na platformie Disney+.